# 短腺黄堇
短腺黄堇（学名：Corydalis pseudolongipes）为罂粟科紫堇属下的一个种。

## 扩展阅读
維基物種上的相關：短腺黄堇